# The Mad Guys
The Mad Guys, často označovaná zkratkou TMG, byla německá programátorská skupina, která v 90. letech 20. století programovala dema pro počítače Sinclair ZX Spectrum.
Skupina byla postupně tvořena členy (přezdívky členů kurzívou):
- Dirk Mayer (XTerminator, původně DMC),
- TPR,
- Vision (původně Zaphod Beeblebrox),
- Talisman.

## Historie
Skupina byla založena v roce 1989 dvěma členy, Dirkem Mayerem a TPR. Ze začátku programoval ale pouze Dirk Mayer, jeho první dema byly rutiny ve strojovém kódu pospojované zkompilovaným Basicem. V roce 1990 se skupina rozrostla o nové členy.
Před tím, než se stal členem skupiny Talisman, ze skupiny odešel TPR.
Talisman se do skupiny dostal tak, že si do časopisu Computer Flohmarkt dal inzerát o Speccy scéně, díky kterému se seznámil se Zaphodem Beebroxem/Visionem, který bydlel blízko něho. Po té, co se společně zúčastnili párty ve Spectrum Profi Clubu v Kolíně nad Rýnem a na noc zůstali u Dirka Mayera, Dirk Mayer nabídl Visionovi členství v The Mad Guys.
V roce 1991 se Vision dostal do kontaktu s několika nadšenci do ZX Spectra z Polska, díky čemuž měla skupina přístup ke stovkám dem, které jim byly inspirací. V roce 1992 Talisman poslal dotaz do Your Sinclair, proč se tento časopis vůbec nevěnuje demům, čímž způsobil vznik nové rubriky.
Po té, co se objevil Soundtracker, mohl Dirk Mayer psát pro vytvářená dema vlastní skladby.
V době své vojenské služby zájem Dirka Mayera  o ZX Spectrum opadal. Napsal sice ještě několik dem a věnoval se svojí rubrice o demech v jednom německém fanzinu, ale v roce 1997 se se  ZX Spectrem definitivně rozloučil.
Talisman později začal pracovat jako programátor software pro letecký a automobilový průmysl.

## Tvorba

### The Crazy Demo
Autorem je Dirk Mayer. Demo se skládá z mnoha obrázků a hudbou jako doprovodu k velmi dlouhému rolujícímu textu. Rolující text začíná normálně, ale pak si začne stěžovat sám na sebe, jak je strašně pomalý a že je přerušován salvami hudby.

### Madness Remix
Autorem je Dirk Mayer. Madness Remix je čtyřdílné demo. První část obsahuje rolující text a čáru pohybující v rytmu hudby nahoru a dolů. Druhá část obsahuje pozdravy a logo vyplňující efekt. Třetí část obsahuji tři rolující texty, několik blikajících světel a poskakujícími barevnými pruhy. Čtvrtá část obsahuje pseudo-3D pohybující se šachovnici a text psaný pidžinovou angličtinou, obsahující fráze jako „put yer eyez on da rite-hand site of de zkreen“. Loader dema obsahuje vtip s chybovým hlášením R Tape loading error.

### Grafix Bank One
Autorem je Vision. Základem dema je sedm obrázků, jedna hudební stopa a poskakující text. Hudba má tendenci se opakovat.

### Unlimited Spirits
Autorem je Vision, demo bylo vydáno v listopadu 1992. Demo je oslavou techno hudby. Demo obsahuje mnoho obrázků s blikajícím efektem, s výjimkou několika probliknutí v intru převážně ve třetí části. Intro obsahuje rolující text na hvězdném pozadí. První část obsahuje jakoby na válci rotující logo a dlouhý rolující text. Druhá část obsahuje pozdravy v rolujícím textu jehož poskakování je možné nastavit. Jeden z pozdravu je věnován vajíčku Dizzy. Třetí část obsahuje nahoru a dolů pohybující se logo „tekno“ na pozadí často blikající obrazovky.

### Madhouse
Jedná se o třídílné demo s dlouhým textem a mnoha hudbami. Demo vzniklo během víkendu v průběhu dvaceti šesti hodin.

### Melagomania
Megademo, autorem je Dirk Mayer. Podle Macieje Wołoszyka (Mat) z E. S. I. bylo megademo skupiny E. S. I. The Lyra 2 vydáno urychleně, aby vyšlo dříve než Megalomania.

### Další dema
- The Final Strike 3 (1997),
- The Final Strike 2 (Talisman),
- Peng II (XTerminator, 1997),
- Secrets Of Love (1993),
- Egal (1993),
- My Driving License (Talisman, 1993),
- DMC 8 (DMC, 1993),
- Ternimador (1992),
- Soporific (1992),
- Grafix-Bank 2 (1992),
- The Strip Poker Demo (Talisman, 1992),
- Unlimited Spirits Preview (1991),
- Rip-Off (1991),
- The Mad Guys Intro 6 (1990),
- The Mad Guys Intro 5 48K (1990),
- The Mad Guys Intro 4 (1990),
- The Mad Guys Intro 3 (1990),
- The Mad Guys Intro 2 (1990),
- The Mad Guys Intro 1 (1990),
- Zaphod Beeblebrox Intro 1 (Zaphod Beeblebrox, 1990),
- Zaphod Beeblebrox Intro 2 (Zaphod Beeblebrox, 1990),
- DMC 7 128 (DMC, 1990).

### Utility
Pro tvorbu dem si skupina napsala utility:
- Uniscroll - utilita pro rolování textu s různými efekty,[10]
- Logobend - utilita pro ohýbání a deformaci obrázků.[10]